# Artur Sobiech
Artur Sobiech, né le 12 juin 1990 à Ruda Śląska, est un footballeur international polonais. Il occupe actuellement le poste d'avant-centre au Lech Poznań.

## Biographie

### Ses débuts en Pologne
Né à Ruda Śląska, Artur Sobiech apprend à jouer au football au Grunwald, club de niveau régional, et y reste jusqu'à ses seize ans. Il est alors repéré par les recruteurs du Ruch Chorzów, le club historique de Pologne. Pendant deux ans, il joue en juniors puis en équipe réserve, avant d'intégrer le groupe professionnel en 2008.
Pour sa première saison au haut niveau, Sobiech ne joue pas beaucoup. Même si son club n'obtient pas de bons résultats, le jeune homme doit se contenter de bouts de matches, mais dispute tout de même la finale de la Coupe de Pologne perdue un but à zéro contre le Lech Poznań. Une fois la saison terminée, il est appelé chez les espoirs polonais pour la première fois, et fait ses débuts le 12 août contre la France. Lors de ce match, conclu sur un résultat nul deux partout, Sobiech dispute soixante-douze minutes avant d'être remplacé par Maciej Korzym. Le 9 octobre, il inscrit son premier but lors de la large victoire de la Pologne sur le Liechtenstein cinq à zéro, comptant pour les éliminatoires de l'Euro 2011. Poussé par la confiance du sélectionneur, il gagne sa place en club lors de la saison 2009-2010 et est associé à l'expérimenté Andrzej Niedzielan. Il finit même meilleur buteur du club en championnat, et lui permet d'accrocher la troisième place et donc une qualification pour la Ligue Europa. Révélation de la saison en Pologne, il est appelé par le sélectionneur principal Franciszek Smuda et joue son premier match international senior le 29 mai contre la Finlande. Le mois suivant, il joue deux matches de plus.
À l'été 2010, alors qu'il a déjà joué quatre matches de Ligue Europa avec le Ruch, Sobiech signe un contrat de trois ans avec le Polonia Varsovie, moyennant une indemnité d'un million d'euros.
En août 2018, il signe en faveur du Lechia Gdańsk.

## Palmarès

### En club
| Lechia Gdańsk - Coupe de Pologne - Vainqueur en 2019 - Supercoupe de Pologne - Vainqueur en 2019 |  | Lech Poznań - Championnat de Pologne - Champion en 2022 |